# Neomixis viridis
Il jery verde del sud (Neomixis viridis (Sharpe, 1883)) è un uccello della famiglia Cisticolidae, endemico del Madagascar.

## Tassonomia
Sono state descritte 2 sottospecie:
- Neomixis viridis viridis (Sharpe, 1883)
- Neomixis viridis delacouri Salomonsen, 1934